# Ha-Misztala
Ha-Misztala (hebr. המשתלה; Żłobek) – osiedle mieszkaniowe w Tel Awiwie, znajdujące się na terenie Dzielnicy Drugiej.

## Położenie
Osiedle leży na nadmorskiej równinie Szaron. Jest położone w północno-wschodniej części aglomeracji miejskiej Tel Awiwu, na północ od rzeki Jarkon. Południową granicę osiedla stanowią ulice Alexander Argov i Max Brod, za którymi znajduje się osiedle Ganne Cahala. Zachodnią granicę wyznacza droga nr 482  (Tel Awiw-Herclijja), za którą jest cmentarz miejski Kirjat Sza’ul. Na północy i wschodzie rozciągają się tereny rolnicze z winnicami, za którymi jest węzeł drogowy drogi nr 482 z autostradą nr 5  (Tel Awiw-Petach Tikwa-Ari’el), za którą znajduje się miasto Ramat ha-Szaron.

## Historia
Projekt budowy nowego luksusowego osiedla mieszkaniowego w północno-wschodniej części Tel Awiwu, powstał w 1993. Osiedle powstało w drugiej połowie lat 90. XX wieku. Osiedle jest w ciągłej rozbudowie.

## Architektura
Zabudowa osiedla składa się z luksusowych budynków mieszkalnych wzniesionych z „wielkiej płyty”. Jest to osiedle w którym mieszkają zamożni ludzie.

## Sport i rekreacja
We wschodniej części osiedla znajduje się kompleks sportowy.

## Transport
Z osiedla wyjeżdża się na zachód na drogę nr 482  (Tel Awiw-Herclijja), którą jadąc na północ dojeżdża się do autostrady nr 5  (Tel Awiw-Ari’el).